# Schwach folgenkompakte Menge
Der Begriff der schwach folgenkompakten Menge und der schwach* folgenkompakten Menge ist ein Begriff aus der Topologie, einem Teilbereich der Mathematik. Er ist eine Verallgemeinerung der Folgenkompaktheit für Topologien, die gröber als die Normtopologie sind, die sogenannte schwache Topologie und die schwach-*-Topologie. Schwach folgenkompakte Mengen sind bei den Grundlagen der mathematischen Optimierung von Bedeutung, da eine gewisse Klasse von Funktionen auf schwach folgenkompakten Mengen ein Minimum annimmt und damit die Lösbarkeit von Optimierungsproblemen garantiert.

## Definition
Gegeben sei ein normierter Raum {\displaystyle (X,\Vert \cdot \Vert )}.  Eine nichtleere Teilmenge {\displaystyle M\subset X} heißt schwach folgenkompakt, wenn jede Folge in dieser Menge eine schwach konvergente Teilfolge besitzt, deren schwacher Grenzwert wieder zu {\displaystyle M} gehört.
Ist {\displaystyle X'} der Dualraum von {\displaystyle X}, so heißt eine Menge {\displaystyle M'\subset X'} schwach* folgenkompakt, wenn jede Folge in dieser Menge eine schwach* konvergente Teilfolge besitzt, deren schwach* Grenzwert wieder zu {\displaystyle M'} gehört.

## Eigenschaften
- Ist der normierte Raum endlichdimensional, so ist die Menge {\displaystyle M} genau dann schwach folgenkompakt, wenn sie abgeschlossen und beschränkt ist.
- Nach dem Satz von Eberlein–Šmulian fallen für schwach abgeschlossene Mengen in Banachräumen schwache Folgenkompaktheit und schwache Kompaktheit zusammen.
- Ist {\displaystyle X} separabel, dann ist jede abgeschlossene Kugel in {\displaystyle X'} schwach* folgenkompakt.
- Ist {\displaystyle X} ein reflexiver Banachraum, so ist jede abgeschlossene Kugel schwach folgenkompakt.

## Verwendung
Neben der Diskussion von schwachen Topologien tauchen schwach folgenkompakte Mengen auch in der Optimierung auf. Hier liefern sie Existenzaussagen für Extremalstellen. Schwach unterhalbstetige Funktionen nehmen nämlich auf einer schwach folgenkompakten Menge stets ein Minimum an.